# Satu Mäkelä-Nummela
Satu Mäkelä-Nummela (Orimattila, 26 de octubre de 1970) es una tiradora deportiva finlandesa y ganadora de medalla de oro en la modalidad de fosa en los Juegos Olímpicos de Pekín 2008, donde además estableció una nueva marca olímpica, con una anotación de 91 puntos. Representa a los tiradores deportivos de la región de Orimattila.

## Competencias
Mäkelä-Nummela ganó la competición de la Copa del Mundo de tiro con trampa en ocho ocasiones durante 2005–2018. Ganó la primera Copa del Mundo en Brasil en 2005. Con su victoria en la Copa del Mundo de 2006, Mäkelä-Nummela dio a Finlandia un lugar olímpico en los Juegos Olímpicos de Pekín de 2008. En esos Juegos Olímpicos, Mäkelä-Nummela logró la medalla de oro con 91 puntos, que también fue un nuevo récord para los Juegos Olímpicos.
En los Campeonatos del Mundo de Tiro, Mäkelä-Nummela ganó dos veces el bronce, en 1995 en Nicosia y en 2009 en Maribor. En el Campeonato de Europa de 2017 en Bakú, Mäkelä-Nummela también ganó una medalla de bronce. En los Campeonatos del Mundo de 1995 y los Campeonatos de Europa de 2012 en Larnaca, ganó bronce en la competición por equipos.
En 2011, Mäkelä-Nummela ganó un lugar olímpico para Finlandia en los Juegos Olímpicos de Londres 2012 después de terminar cuarta en la Copa del Mundo en Beijing. En Londres, Mäkelä-Nummela se retiró de la final en los remates y terminó séptima. En septiembre de 2012, ganó la final de la Copa del Mundo en Maribor. Ganó su cuarta Copa del Mundo en Pekín en julio de 2014. En mayo de 2015, ganó la Copa del Mundo en Larnaca y al mismo tiempo aseguró un lugar para Finlandia en los Juegos Olímpicos de Río 2016, en donde quedó en el décimo puesto. En junio de 2016, ganó la Copa del Mundo en Bakú.
En abril de 2018, Mäkelä-Nummela ganó la Copa del Mundo en Changwon y en junio de 2018 en Siggiew. Aseguró a Finlandia un lugar en los Juegos Olímpicos de Tokio 2020 al terminar segundo en la Copa del Mundo de Hollola el 16 de agosto de 2019. En diciembre de 2019, Mäkelä-Nummela fue seleccionada para el equipo olímpico finlandés.
Mäkelä-Nummela, quien ha sido cazadora de venados junto a su padre, empezó a competir en justas internacionales en el equipo finlandés en la década de 1990. Obtuvo un bronce en fosa durante el Campeonato Mundial de Tiro de 1995 en Nicosia. Con el nacimiento de su primer hijo en 2002, se retiró temporalmente, para regresar en 2006.
Satu es una ama de casa que trabaja en una cafetería en Finlandia y está casada con Matti Nummela, quien es su entrenador y también ha participado en juegos olímpicos. La pareja tiene dos hijos.

## Reconocimientos
A principios de 2009, Mäkelä-Nummela fue elegida Atleta del Año en la Gala Deportiva de Finlandia y, al mismo tiempo, Atleta Femenina del Año. En 2009, la Asociación de Deportes de Tiro de Finlandia seleccionó a Mäkelä-Nummela como el Tirador del Año por segunda vez consecutiva.
En la ciudad de Orimattila, el camino de tierra que conduce al campo de tiro de Orimattila ha recibido el nombre de Olympic Winner Road.